# AmerisourceBergen
AmerisourceBergen Corporation er en amerikansk lægemiddelgrossist. De distribuerer lægemidler og driver associeret konsulentservice. AmerisourceBergen har omkring 20 % af alle lægemidler solgt og distribueret i USA. I 2021 havde de en omsætning på 213,91 mia. $.
AmerisourceBergen blev etableret i 2001 ved en fusion mellem AmeriSource Health Corporation og Bergen Brunswig Corporation.